# Бельп
Бельп (нем. Belp) — коммуна в Швейцарии, в кантоне Берн. 
До 2009 года входила в состав округа Зефтиген, с 2010 года — в Берн-Миттельланд. С 1 января 2012 в состав коммуны Бельп вошла коммуна Бельпберг.
Население составляет 11 572	человека (на 31 декабря 2019 года). Официальный код — 0861.